# Serge Bahuchet
 (juin 2021).
 (juin 2021).
La mise en forme du texte ne suit pas les recommandations de Wikipédia : il faut le « wikifier ».
Les points d'amélioration suivants sont les cas les plus fréquents :
- Les titres sont pré-formatés par le logiciel. Ils ne sont ni en capitales, ni en gras.
- Le texte ne doit pas être écrit en capitales (les noms de famille non plus), ni en gras, ni en italique, ni en « petit »…
- Le gras n'est utilisé que pour surligner le titre de l'article dans l'introduction, une seule fois.
- L'italique est rarement utilisé : mots en langue étrangère, titres d'œuvres, noms de bateaux, etc.
- Les citations ne sont pas en italique mais en corps de texte normal. Elles sont entourées par des guillemets français : « et ».
- Les listes à puces sont à éviter, des paragraphes rédigés étant largement préférés. Les tableaux sont à réserver à la présentation de données structurées (résultats, etc.).
- Les appels de note de bas de page (petits chiffres en exposant, introduits par l'outil «  Source ») sont à placer entre la fin de phrase et le point final[comme ça].
- Les liens internes (vers d'autres articles de Wikipédia) sont à choisir avec parcimonie. Créez des liens vers des articles approfondissant le sujet. Les termes génériques sans rapport avec le sujet sont à éviter, ainsi que les répétitions de liens vers un même terme.
- Les liens externes sont à placer uniquement dans une section « Liens externes », à la fin de l'article. Ces liens sont à choisir avec parcimonie suivant les règles définies. Si un lien sert de source à l'article, son insertion dans le texte est à faire par les notes de bas de page.
- La présentation des références doit suivre les conventions bibliographiques. Il est recommandé d'utiliser les modèles {{Ouvrage}}, {{Chapitre}}, {{Article}}, {{Lien web}} et/ou {{Bibliographie}}. Le mode d'édition visuel peut mettre en forme automatiquement les références.
- Insérer une infobox (cadre d'informations à droite) n'est pas obligatoire pour parachever la mise en page.

Pour une aide détaillée, merci de consulter Aide:Wikification.
Si vous pensez que ces points ont été résolus, vous pouvez retirer ce bandeau et améliorer la mise en forme d'un autre article.
Serge Bahuchet, né en 1953, est un ethnoécologue français, spécialiste de l'étude des relations entre les sociétés humaines et les forêts tropicales. Il a consacré l'essentiel de sa recherche aux chasseurs-cueilleurs (en particulier les Pygmées Aka) et à l'adaptation de l’homme au milieu tropical. Il est professeur au Muséum national d'histoire naturelle, où il a créé en 2002 et dirigé le département "Hommes, natures, sociétés". Il a été le directeur du laboratoire “Éco-anthropologie et ethnobiologie" (devenu "Éco-anthropologie") au Jardin des plantes et aujourd'hui au Musée de l'Homme et est aujourd'hui le conservateur des collections bioculturelles du Muséum.

## Biographie
Serge Bahuchet a écrit sa thèse de doctorat en ethnolinguistique "Les Pygmées Aka et Baka : contribution de l'ethnolinguistique à l'histoire des populations forestières d'Afrique Centrale" sous la direction de Jacqueline Thomas à l'Université Paris V en 1989.
Il a dirigé ou dirige une quinzaine de doctorants.

### Parcours universitaire
Il a été directeur de recherche au CNRS en ethnobiologie au Laboratoire de langues et civilisations à tradition orale (LACITO), avant de devenir professeur du Muséum national d'histoire naturelle en ethnoécologie.
Il est le directeur de la publication et rédacteur en chef de la "Revue d'ethnoécologie".

## Apports scientifiques
Spécialiste de l’étude des relations des sociétés humaines avec le milieu forestier tropical, notamment en Afrique centrale où il a travaillé pendant plus de trente ans, s'est penché sur les pratiques écologiques  de nombreuses communautés humaines, s'intéressant aux questions en particulier des usages de la biodiversité. 
Serge Bahuchet a édité avec Jacqueline M.C. Thomas, Serge Bahuchet, Alain Epelboin et Susanne Fürniss les 16 volumes de l’Encyclopédie des Pygmées Aka, publiée aux Éditions Peeters à Louvain, travail monumental achevé en 2019.

## Publications

### Ouvrages
- Bahuchet, Serge, 1985 — Les Pygmées Aka et la forêt centrafricaine, Ethnologie écologique, Paris, SELAF, CNRS, Ethnosciences, n° 1, 640 p.
- Bahuchet, Serge & Guy Philipart de Foy, 1991 — Pygmées, peuple de la forêt, Paris, Éditions Denoël, Planète, 119 p.
- Bahuchet, Serge, 1992 — Dans la forêt d'Afrique Centrale, Les pygmées Aka et Baka, Paris, Peeters-SELAF, Ethnosciences, Histoire d'une civilisation forestière, n° 1, 425 p.
- Bahuchet, Serge, 1993 — La rencontre des agriculteurs, Les Pygmées parmi les peuples d'Afrique centrale, Paris, Peeters-SELAF, Ethnosciences, Histoire d'une civilisation forestière, n° 2, 173 p.
- Descamps, Bernard & Serge Bahuchet, 1999 — Pygmées, l'esprit de la forêt, s.l., Marval, 129 p.
- Bahuchet, Serge, 2017 — Les jardiniers de la nature, Paris, Odile Jacob, 361 p.

### Ouvrages dirigés
- Bahuchet, Serge (dir.), 2000 — Une approche thématique, Bruxelles, APFT, Université libre de Bruxelles, Les peuples des forêts tropicales aujourd'hui, n° 2, 656 p.
- Bahuchet, Serge, Françoise Grenand, Pierre Grenand & Pierre de Maret (dirs), 2000 — Forêts des tropiques, forêts anthropiques, Sociodiversité, biodiversité : un guide pratique, Bruxelles, APFT, Université libre de Bruxelles, Les peuples des forêts tropicales aujourd'hui, n° 1, 132 p.
- Bahuchet, Serge & Pierre de Maret (dirs), 2000 — Région Afrique centrale, Bruxelles, APFT, Université libre de Bruxelles, Les peuples des forêts tropicales aujourd'hui, n° 3, 456 p.

### Articles de revue et chapitres
- Bahuchet, Serge, 1986 — « Ethnoécologie comparée des Pygmées Aka et des villageois Ngando de la Lobaye (R.C.A.), S. Bahuchet (1986) ». Écologie humaine, 4 (2), p. 3-18 — en ligne: https://hal.archives-ouvertes.fr/hal-00387591
- Bahuchet, Serge, 1991 — « Les Pygmées d'aujourd'hui en Afrique centrale ». Journal des africanistes, 61 (1), p. 5-35, doi: 10.3406/jafr.1991.2305 — en ligne: http://www.persee.fr/doc/jafr_0399-0346_1991_num_61_1_2305
- Bahuchet, Serge & Kornelia Ioveva-Baillon, 1998 — « Le rôle de la restauration de rue dans l'approvisionnement des villes en viande sauvage : le cas de Yaoundé (Cameroun) » in Daniel Bley, et al. (dirs), Villes du Sud et environnement, Chateauneuf de Grasse, Editions de Bergier, p. 171-182 — en ligne: https://halshs.archives-ouvertes.fr/halshs-00211621
- Bahuchet, Serge, 2012 — « Du Jatba-Revue d’ethnobiologie à la Revue d’ethnoécologie ». Revue d’ethnoécologie, 1 (numéro inaugural) — en ligne: http://ethnoecologie.revues.org/689